# Katalin vesztfáliai királyné
Katalin vesztfáliai királyné, született Katalin Friderika württembergi királyi hercegnő (németül: Prinzessin Katharina Friederike von Württemberg, Königin von Westphalen, teljes nevén Friederike Katharina Sophie Dorothea; Szentpétervár, 1783. február 21. – Lausanne, 1835. november 28.) württembergi királyi hercegnő, házassága révén Vesztfália királynéja és Montfort uralkodó hercegnéje.

## Élete
Katalin Friderika hercegnő 1783 februárjában jött világra Frigyes württembergi herceg és Auguszta Karolina braunschweig–wolfenbütteli hercegnő második gyermekeként, egyben első leányaként. A család ez idő tájt Szentpétervárott élt a cári udvarban, mivel II. Katalin orosz cárnő a finnországi orosz területek kormányzójává nevezte ki Frigyes herceget.
A szülők házassága elsősorban a nagy korkülönbségre és Frigyes herceg durvaságára visszavezethetően már hamar tönkrement. 1786-ban, utolsó gyermeke világrahozatala után Auguszta Karolina hercegnő az orosz uralkodónő segítségéért könyörögve elhagyta férjét, és a cárnő jóvoltából Észtországban telepedett le; 1788-ban, huszonhárom évesen váratlanul elhunyt. Frigyes herceget kiutasították Oroszországból, a herceg hazatért szülőföldjére, ahová magával vitte gyermekeit is. Az ifjú Katalin hercegnőt nagyanyja, Zsófia Dorottya brandenburg–schwedti hercegnő gondjaira bízták. 1797 májusában, immár a württembergi hercegi trón várományosaként Frigyes herceg nőül vette Sarolta Auguszta brit és hannoveri királyi hercegnőt. Sarolta Auguszta magára vállalta mostohagyermekei felnevelését, szoros viszonyt alakítva ki velük. Katalin hercegnő különösen közel került mostohájához, Sarolta Auguszta személyesen felügyelte a fiatal Katalin Friderika neveltetését.
1806-ban Frigyes herceg, Württemberg uralkodójaként I. Napóleon francia császár szövetségese lett, cserébe a császár elismerte őt Württemberg királyának. A francia–württembergi kapcsolat megerősítése érdekében Katalin hercegnőt eljegyezték Napóleon fivérével, Jérôme Bonaparte francia császári herceggel, akit 1807 júliusában Vesztfália királyává emeltek. Az esküvőt 1807. augusztus 12-én tartották meg polgári keretek között, az egyházi ceremóniára 1807. augusztus 22-én kerítettek sort a fontainebleau-i kastélyban. Jérôme királynak ez már a második házassága volt, első nejétől, az ír-amerikai Elizabeth Pattersontól a császár parancsára kellett elválnia, hogy kellően jelentős politikai frigyre tudjon lépni. Annak ellenére, hogy a házasságba jóformán nem volt beleszólásuk, Katalin Friderika és Jérôme Bonaparte között vonzalom alakult ki, mely életük végéig tartósnak bizonyult. A párnak három gyermeke született:
- Jérôme Napléon Bonaparte (1814–1847), francia császári herceg és Montfort uralkodó hercege
- Mathilde Létizia Bonaparte (1820–1904), francia császári és montforti hercegnő, házassága révén Gyemidova grófné és San Donato hercegnéje
- Napoléon Joseph Charles Paul Bonaparte (1822–1891), francia császári és montforti herceg, Moncalieri és Meudon grófja.

Az 1813-as lipcsei csata után a Vesztfáliai Királyság megszűnt létezni. A királyi pár Franciaországba menekült. Katalin Friderika édesapja azt akarta, hogy leánya váljék el Jérôme Bonapartétól és a megbukott Bonaparte-háztól, ellenben a királyné hűséges maradt férjéhez, és önkéntes száműzetést vállalt. A királyi pár az akkor Ausztriához tartozó Trieszt városa mellett megvásárolt egy Villa Necker névre keresztelt birtokot, és itt folytattak csendes életvitelt. Itt született meg első gyermekük, az édesapja után elnevezett Jérôme Napoléon. I. Napóleon száznapos uralma alatt Jérôme Bonaparte felesége segítségével csatlakozott fivéréhez, míg Katalin Friderikát I. Ferenc magyar király és osztrák császár őrizetbe vette férje és Napóleon támogatása miatt. A hercegnő és exkirályné családja kieszközölte a császárnál, hogy Katalin Friderika és gyermekei átkerülhessenek Württembergbe. 1815 márciusában érkeztek meg Göppingen városába; az ottani kastély foglyai lettek. A waterlooi csatát követően Jérôme Bonaparte csatlakozott feleségéhez és gyermekeihez a rabságban, azonban Göppingen kastélyát nem lehetett eléggé őrizni, így átszállították őket Ellwangenbe. A helyzetet Klemens Wenzel Lothar von Metternich herceg oldotta meg, aki engedélyezte a família visszatérését Ausztriába. Frigyes württembergi király megbocsátott leányának és vejének, engesztelésként Montfort uralkodó hercegévé (Prinz von Montfort) tette Jérôme Bonapartét.
Katalin Friderika továbbra is férjével és gyermekeivel élt, hol Ausztriában, hol Itáliában, hol Svájcban. Ötvenkét éves korában, 1835. november 28-án hunyt el a svájci Lausanne városában. Szívét a párizsi Invalidusok dómjában őrzik.

## Fordítás
- Ez a szócikk részben vagy egészben a Katharina von Württemberg című német Wikipédia-szócikk ezen változatának fordításán alapul.  Az eredeti cikk szerkesztőit annak laptörténete sorolja fel. Ez a jelzés csupán a megfogalmazás eredetét és a szerzői jogokat jelzi, nem szolgál a cikkben szereplő információk forrásmegjelöléseként.